# Golding Bird
Golding Bird (Downham, 9 de diciembre de 1814 - Londres, 27 de octubre de 1854) fue un médico británico, miembro del Royal College of Physicians, la Sociedad Linneana de Londres y la Royal Society. Considerado una gran autoridad en enfermedades renales, publicó un influyente texto sobre depósitos urinarios en 1844. También fue notable su trabajo en ciencias afines, especialmente los usos médicos de la electricidad y la electroquímica. Desde 1836, trabajó en el Guy's Hospital, un conocido hospital de enseñanza en Londres y publicó un libro de texto popular sobre ciencia para estudiantes de medicina titulado Elements of Natural Philosophy.
Después de haber desarrollado un interés por la química ya de niño, en gran medida a través del autoaprendizaje, Bird avanzó lo suficiente como para ofrecer conferencias a sus colegas alumnos en la escuela. Posteriormente, aplicó este conocimiento a la medicina y realizó muchas investigaciones sobre la química de la orina y de la piedras del riñón. En 1842, fue el primero en describir la oxaluria, una condición que conduce a la formación de un tipo particular de piedra.
Bird fue un innovador en el campo de la utilización médica de la electricidad, diseñando gran parte de su propio equipo. En su tiempo, el tratamiento eléctrico tenía mala reputación en la profesión médica debido a su uso generalizado por practicantes sin cualificación. Bird ese opuso a esos charlatanes y su influencia fue fundamental para recuperar la electroterapia en la práctica médica profesional. Adoptó nuevos instrumentos de todo tipo; inventó la pila Daniell de una sola celda en 1837 y realizó importantes descubrimientos en electrometalurgia con ella. No sólo fue innovador en el campo eléctrico, también diseñó un estetoscopio flexible y en 1840 publicó la primera descripción de ese instrumento.
Cristiano devoto, Bird creía que la oración y el estudio de la Biblia eran tan importantes para los estudiantes de medicina como sus estudios académicos. Se esfuerzó por promover el cristianismo entre los estudiantes de medicina y alentó a otros profesionales a hacer lo mismo. Con este fin, Bird fue responsable de la fundación de la Asociación Médica Cristiana, que empezó a ser activa después de su muerte. Bird tenía una mala salud permanente y murió a la temprana edad de 39 años.

## Obras
- Elements of Natural Philosophy; being an experimental introduction to the study of the physical sciences, Londres: John Churchill, 1839 OCLC 78948792.
- Lectures on Electricity and Galvanism, in their physiological and therapeutical relations, delivered at the Royal College of Physicians, in March 1847, Londres: Wilson & Ogilvy, 1847 OCLC 664909225.
- Lectures on the Influence of Researches in Organic Chemistry on Therapeutics, especially in relation to the depuration of the blood, delivered at the Royal College of Physicians, Londres: Wilson & Ogilvy, 1848 OCLC 51554760.
- Urinary Deposits, their diagnosis, pathology and therapeutical indications, Londres: John Churchill, 1844 OCLC 670415670.

### Artículos
- Report of the Seventh Meeting of the British Society for the Advancement of Science, vol. 6 (1837), p. 45, Londres: J. Murray, 1838.
- "Observations on induced electric currents, with a description of a magnetic contact-breaker", Philosophical Magazine, vol. 12, no. 71, pp. 18–22, January 1838.
- "Observations on the existence of saline combinations in an organized state, in vegetable matter", The Magazine of Natural History, vol. 2, pp. 74–78, February 1838.
- "Observations on indirect chemical analysis", Philosophical Magazine, vol. 12, no. 74, pp. 229–232, March 1838.
- "Experimental researches on the nature and properties of albumen", Philosophical Magazine, vol. 12, no. 79, pp. 15–22, July 1838.
- "Observations on some peculiar properties acquired by plates of platina, which have been used as electrodes of a voltaic battery", Philosophical Magazine, vol. 12, no. 83, pp. 379–386, November 1838.
- "Mucous and purulent secretions", Guy's Hospital Reports, vol. 3, pp. 35–59, 1838.
- "Notice respecting the artificial formation of a basic chloride of copper by voltaic influence", Report of the Eighth Meeting of the British Society for the Advancement of Science, vol. 7 (1838), pp. 56–57, Londres: J. Murray, 1839.
- "Notice respecting the deposition of metallic copper from is solutions by slow voltaic action at a point equidistant from the metallic surfaces", Report of the Eighth Meeting of the British Society for the Advancement of Science, vol. 7 (1838), pp. 57–59, Londres: J. Murray, 1839.
- "Observations on some of the products of nitric acid on alcohol", Philosophical Magazine, 1838.[1]
- "Observation on poisoning by the vapours of burning charcoal and coals", Guy's Hospital Reports, vol. 4, pp. 75–105, 1839.
- "Advantages presented by the employment of a stethoscope with a flexible tube", Londres Medical Gazette, vol. 1, pp. 440–412, 11 December 1840.
- "Report on the value of electricity, as a remedial agent in the treatment of diseases", Guy's Hospital Reports, vol. 6, pp. 84–120, 1841.
- "Fatty urine", The Medical Times, vol. 9, no. 223, p. 175, 30 December 1843.
- "Treatment of uric acid gravel by phosphate of soda", Medical Gazette, p. 689, 23 August 1844.
- "Infantile syphylis", Guy's Hospital Reports, p. 130, April 1845.
- "Treatment of disease by moist air", Medical Gazette, p. 999, 3 October 1845.
- "The nature of the green alvine evacuations of children", The Medical Times, vol. 13, no. 317, pp. 74–75, 18 October 1845.
- "Treatment of disease by moist air", The Medical Times, vol. 13, no. 325, p. 228, 13 December 1845.
- "Diseases of children", Guy's Hospital Reports, series 2, vol. 3, pp. 108–141, 1845.
- "Acetate of lead in diarrhoea", The Medical Times, vol. 13, no. 337, p. 465, 14 March 1846.
- "Case of excessive secretion of the ammonio-magnesium phosphate by the kidneys, with long continued vomiting", The Medical Times, vol. 13, no. 340, pp. 522–523, 4 April 1846.
- "Case of internal strangulation of intestine relieved by operation", from Transactions of the Royal Medico-Chirurgical Society, with John Hilton, Londres:Richard Kinder, 1847.
- "Transactions of the Medical Society of Londres, Oct 16", The Medical Times, vol. 9, no. 213, pp. 39–40, 21 October 1843. Report on the poisoning of a watch enameller by arsenic vapour.
- "Transactions of the Medical Society of Londres, Jan 15 1844", The Medical Times, vol. 9, no. 227, pp. 271–274, 27 January 1844. Report on a case of a child with inflammatory croup.